# Olef (Fluss)
Die Olef ist ein 27,9 km langer, orografisch linker Zufluss der Urft in der Eifel in der Provinz Lüttich, Deutschsprachige Gemeinschaft (Belgien) und im Kreis Euskirchen, Nordrhein-Westfalen (Deutschland).

## Geographie

### Verlauf

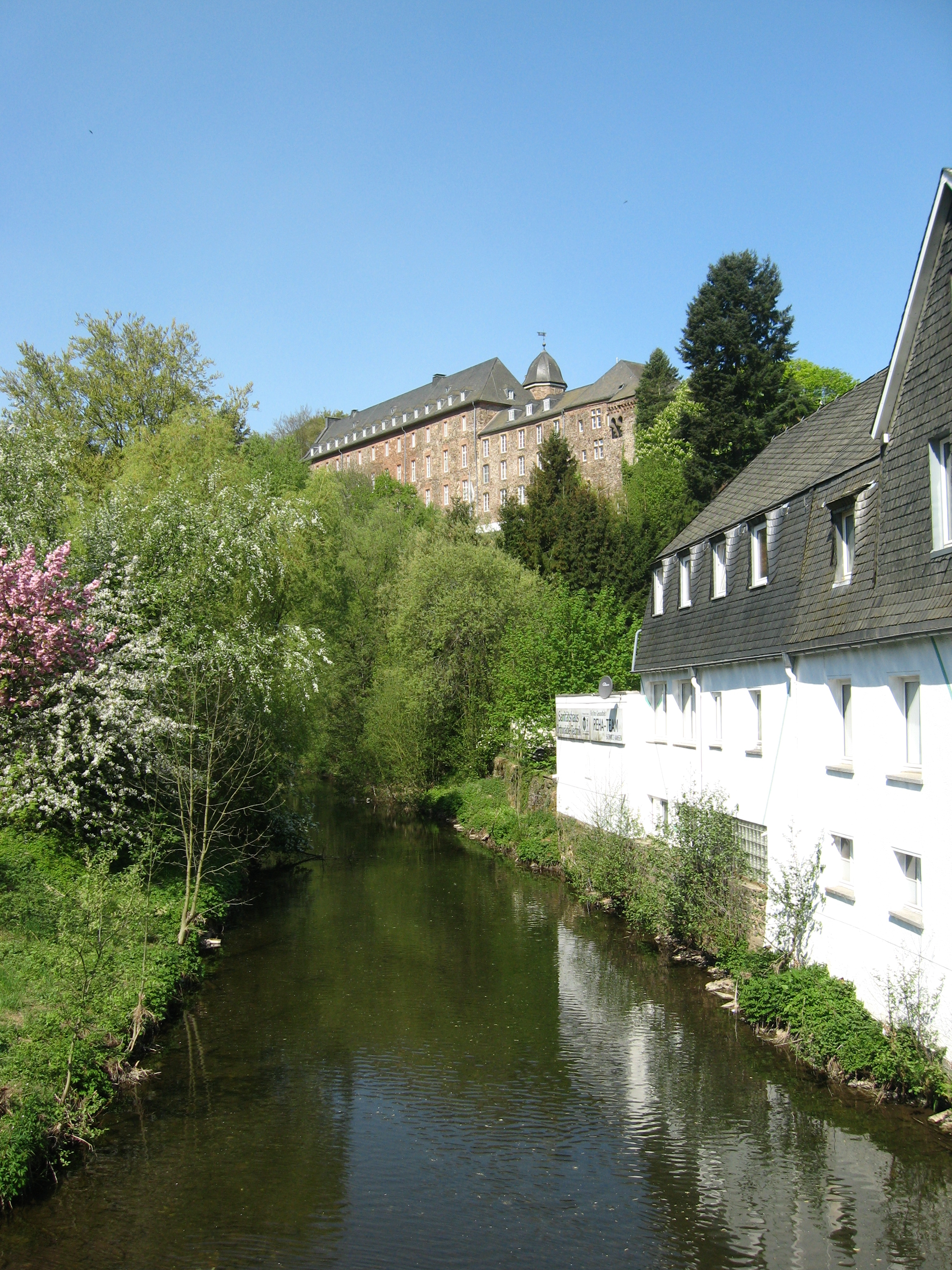
Die Olef in Schleiden

Die Olef entspringt auf der Ramscheider Höhe, nah zum Zitterwald, etwa 2,2 km südwestlich von Hollerath auf einer Höhe von 639 m ü. NHN, unmittelbar an der Grenze zwischen Belgien und Deutschland.
Von hier aus fließt sie zuerst in nordwestliche Richtung und durchfließt den Dreiherren Wald. Das Tal der Olef bildet hier die Staatsgrenze, die am Fluss verläuft. Ab der Einmündung des Wiesbachs erreicht sie Deutschland. Sie bildet u. a. die östliche Abgrenzung der Sicherheitszonen des Truppenübungsplatzes Elsenborn. Der Flusslauf ändert dabei in einem weiten Bogen seine Flussrichtung gen Osten.
Dann durchfließt die Olef den Forst Schleiden und wird vor Hellenthal zur Oleftalsperre aufgestaut. In Hellenthal mündet rechtsseitig der aus Südwesten kommende Platißbach. Am Ortsende von Hellenthal, bei Kirschseiffen, wendet sich das Flüsschen nach Norden. Am nördlichen Ortsrand von Blumenthal mündet rechtsseitig der Reifferscheider Bach. Weitere Ortschaften am Flusslauf sind Oberhausen, Schleiden, Olef, Nierfeld und Gemünd.
Dort mündet die Olef auf 334 m ü. NHN linksseitig in die Urft.
Auf ihrem 27,9 km langen Weg überwindet die Olef einen Höhenunterschied von 335 m, was einem mittleren Sohlgefälle von 12 ‰ entspricht. Dabei entwässert sie ein Gebiet von 196,073 km²

### Hydrologischer Hauptstrang
Die Olef ist der mit Abstand größte Nebenfluss der Urft.
| Name | Länge in km | EZG in km² | MQ in m³/s |
| ---- | ----------- | ---------- | ---------- |
| Urft | 34,7        | 145,018    | 1,68       |
| Olef | 28,1        | 196,076    | 3,37       |

Anmerkungen zur Tabelle
1. 1 2  Fachinformationssystem ELWAS des Ministeriums für Umwelt, Naturschutz und Verkehr NRW (Hinweise)
2. ↑  Bis zum Zusammenfluss mit der Olef

Der Vergleich zwischen Urft und Olef beim Zusammenfluss in Gemund zeigt, dass hydrologisch gesehen die Olef bis dorthin zum Hauptstrang des Flusssystems Urft gehört, während der längere Urft-Oberlauf ein Nebenstrang davon ist.

### Einzugsgebiet
Das 196,073 km² große Einzugsgebiet der Urft liegt in der Eifel und wird durch sie über die Urft, die Rur, die Maas und das Hollands Diep zur Nordsee entwässert.
Ein großer Teil des Einzugsgebiets ist bewaldet, im Süden überwiegen landwirtschaftliche Nutzflächen.

### Zuflüsse

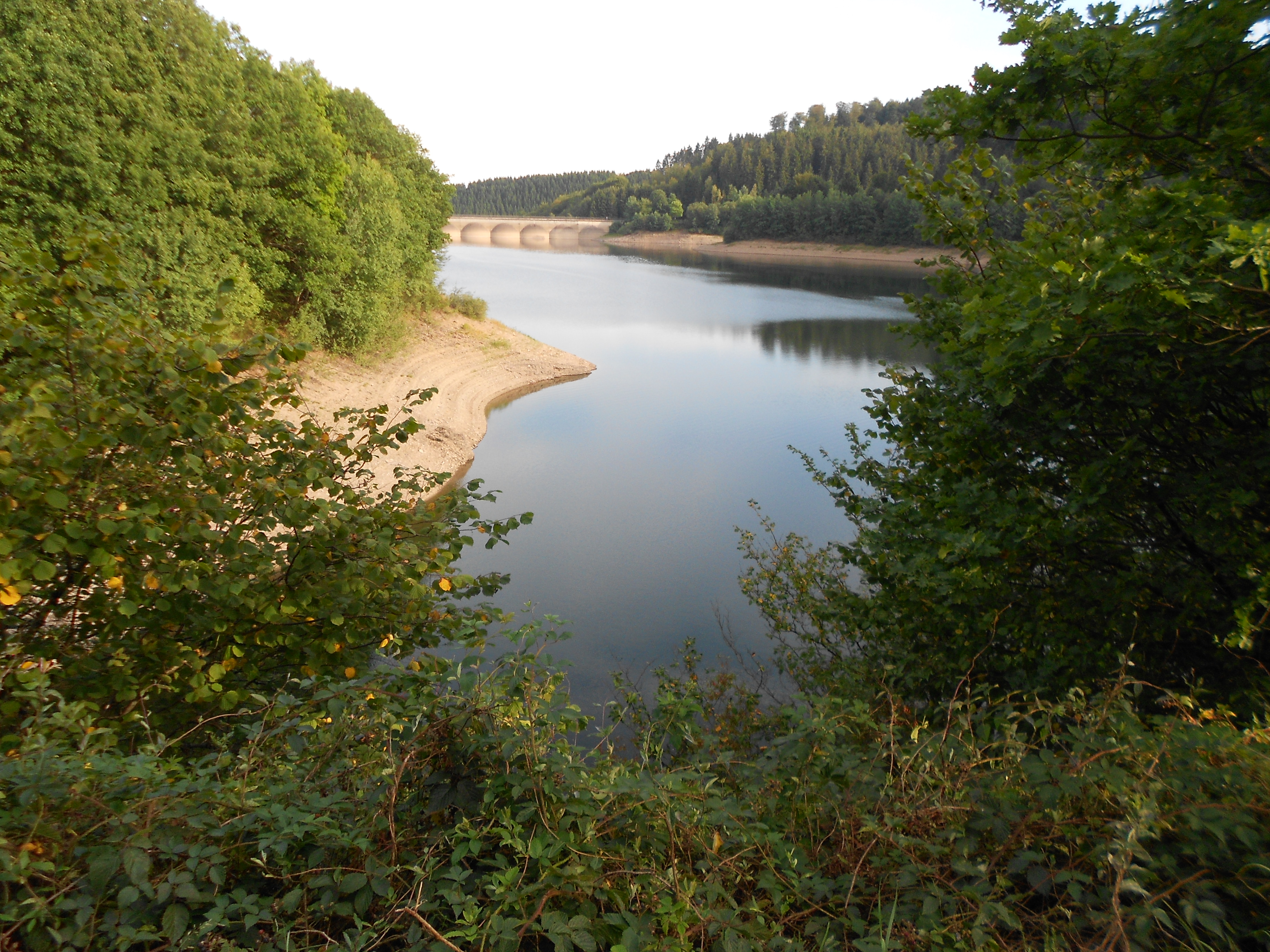
Der Stausee der Olef vor der Talsperre bei Hellenthal

Der längste Zufluss ist der 13,7 km lange Reifferscheider Bach, der von rechts in die Olef mündet und der längste linke Zufluss ist der Dieffenbach mit 7,3 km.
Zuflüsse der Olef ab 4 km Länge
| Stat. in km | Name                 | GKZ         | Lage   | Länge in km | EZG in km² | MQ in l/s | Mündung Koordinaten               | Mündungshöhe in m ü. NHN |
| ----------- | -------------------- | ----------- | ------ | ----------- | ---------- | --------- | --------------------------------- | ------------------------ |
| 024,90      | Jansbach             | 28228-12    | links0 | 004,7000    | 0008,310   |           | 50.45733 6.348493                 | 56000000                 |
| 023,90      | Troglichtenbach      | 28228-142   | links0 | 002,9000    | 0005,380   |           | 50.463638 6.339967                | 52900000                 |
|             | Rathssiefen          | 28228-196   | rechts | 001,7000    | 0002,040   | 0038,060  |                                   | 51300000                 |
|             | Merlenbach           | 28228-198   | rechts | 001,4000    | 0000,890   | 0016,120  |                                   | 48600000                 |
|             | Wiesbach             | 28228-2     | links0 | 005,8000    | 0006,660   | 0147,040  |                                   | 48100000                 |
|             | Graziensiefen        |             | links0 | 000,7000    |            |           |                                   | 47600000                 |
|             | Reiffelbach          | 28228-312   | links0 | 001,8000    | 0001,820   | 0033,620  |                                   | 47100000                 |
|             | Kürteborn            | 28228-39112 | rechts | 000,7000    | 0000,500   | 0008,680  |                                   | 46500000                 |
|             | Dohlensiefen         |             | links0 | 000,5000    |            |           | in die Oleftalsperre              | 46500000                 |
|             | Lehrbach             | 28228-39114 | rechts | 001,1000    | 0001,000   | 0017,080  | in die Oleftalsperre              | 46500000                 |
|             | Birkensiefen         | 28228-3912  | links0 | 001,5000    | 0000,890   | 0015,830  | in die Oleftalsperre              | 46500000                 |
|             | Hesselbach           | 28228-39152 | rechts | 001,2000    | 0001,030   | 0016,800  | in die Oleftalsperre              | 46500000                 |
|             | Engelmannssiefen     | 28228-39154 | links0 | 000,9000    | 0000,530   | 0008,920  | in die Oleftalsperre              | 46500000                 |
|             | Jüngselbach          | 28228-3916  | links0 | 002,5000    | 0002,610   | 0047,510  | in die Oleftalsperre              | 46500000                 |
|             | Gintersiefen         |             | links0 | 000,5000    |            |           | in die Oleftalsperre              | 46500000                 |
|             | Schürenter Siefen    | 28228-39172 | links0 | 000,5000    | 0000,410   | 0006,580  | in die Oleftalsperre              | 46500000                 |
|             | Tössiefen            | 28228-39174 | rechts | 000,8000    | 0000,640   | 0009,830  | in die Oleftalsperre              | 46500000                 |
|             | Gammelsbach          | 28228-39176 | links0 | 001,0000    | 0000,820   | 0012,560  | in die Oleftalsperre              | 46500000                 |
|             | Moderbach            | 28228-3918  | rechts | 001,1000    | 0000,890   | 0013,230  | in die Oleftalsperre              | 46500000                 |
|             | Bernerssiefen        | 28228-3992  | links0 | 000,8000    | 0000,370   | 0005,410  | in Hellenthal                     | 40600000                 |
|             | Kohlsiefen           | 28228-3994  | links0 | 001,3000    | 0000,680   | 0009,560  | in Hellenthal                     | 40300000                 |
|             | Platißbach           | 28228-4     | rechts | 007,4000    | 0038,620   | 0754,540  | in Hellenthal                     | 40300000                 |
|             | Hintersiefen         | 28228-54    | rechts | 000,9000    | 0000,540   | 0007,490  | in Hellenthal                     | 39600000                 |
|             | →Olef-Umfluter       | 28228-52    | rechts | 000,9000    | 0000,720   | 0010,410  | zwischen Hellentha und Blumenthal |                          |
|             | Reifferscheider Bach | 28228-6     | rechts | 013,7000    | 0057,230   | 0878,950  | in Blumenthal                     | 38700000                 |
|             | Könkelseifen         |             | links0 | 000,9000    |            |           | nördlich von Blumenthal           | 38400000                 |
|             | Mühlenseifen         | 28228-712   | rechts | 001,4000    | 0000,510   | 0006,670  | in Oberhausen                     | 38100000                 |
|             | Rinkenbach           |             | rechts | 002,9000    |            |           | in Oberhausen                     | 37900000                 |
|             | Holzbach             |             | links0 | 001,9000    |            |           |                                   |                          |
|             | Hellesbach           |             | links0 | 002,3000    |            |           | bei Oberhausen                    | 37500000                 |
|             | Scheidebach          |             | rechts | 002,2000    |            |           | bei Wiesgen                       | 37400000                 |
|             | Holgenbach           |             | rechts | 001,3000    |            |           |                                   |                          |
|             | Dieffenbach          |             | links0 | 007,3000    |            |           | in Schleiden                      | 36300000                 |
|             | Höddelbach           |             | links0 | 004,3000    |            |           | in Schleiden                      | 36200000                 |
|             | Rosselbach           |             | rechts | 002,1000    |            |           | bei Schleiden                     | 35700000                 |
|             | Selbach              |             | rechts | 002,6000    |            |           | bei Olef                          | 35100000                 |
|             | Pfaffenbach          |             | links0 | 001,4000    |            |           |                                   |                          |
|             | Frohnbach            |             | rechts | 001,1000    |            |           |                                   |                          |
|             | Dehlenbach           |             | rechts | 002,2000    |            |           |                                   |                          |
|             | Tränkelbach          |             | rechts | 001,6000    |            |           |                                   |                          |
|             | Olef                 | 28228       |        | 027,9000    | 0196,070   | 3369,490  | in Gemünd                         | 33400000                 |

Anmerkungen zur Tabelle
1. ↑  Reihenfolge von der Quelle zur Mündung. Die Längenangaben nach dem Topographisches Informationsmanagement, Bezirksregierung Köln, Abteilung GEObasis NRW (Hinweise) (bei Gewässern ohne GKZ wurden die Längen durch Eigenmessung auf ELWAS ermittelt), die Größe des Einzugsgebiets und des mittleren Abflusses (MQ) nach dem Fachinformationssystem ELWAS des Ministeriums für Umwelt, Naturschutz und Verkehr NRW (Hinweise) (auf zwei Nachkommastellen gerundet)  und die Höhenangaben nach  der Topografische Karte 1:25.000
2. ↑  Gewässerkennzahl, in Deutschland die amtliche Fließgewässerkennziffer mit zur besseren Lesbarkeit eingefügtem Trenner hinter dem Präfix, das einheitlich für den allen gemeinsamen Vorfluter Olef steht.
3. ↑  Bezeichnung nach der DGK5, nach der Datenbank bei ELWAS Heselbach
4. ↑  Abzweigung
5. ↑  Die Daten der Olef zum Vergleich

### Oleftalsperre
Die Stauanlage Oleftalsperre befindet sich in der Nähe des Nationalparks Eifel bei Hellenthal im Naturpark Hohes Venn-Eifel. Das Staubecken fasst rund 20 Millionen Kubikmeter und wird von dem Fluss Olef gespeist.